# Cantanti della radio
Con l'espressione cantanti della radio sono state indicate le figure professionali addette in passato, fino all'avvento delle trasmissioni "in dischi", all'interpretazione vocale dei brani eseguiti dalle orchestre dell'ente pubblico radiofonico italiano.
Sebbene non siano mancate figure di tale genere nell'ambito dell'opera lirica, è quasi esclusivamente per la musica leggera che è stata adottata l'espressione "cantante della radio".

## Storia
Nei primi anni di trasmissioni della radio italiana, si accostarono ai microfoni anche i divi della lirica, da Luisa Tetrazzini e Beniamino Gigli a Toti Dal Monte e Tito Schipa, così come apparvero presto i primi interpreti legati stabilmente all'ente, come Nina Artuffo della Compagnia di operetta di Torino (costituita nel 1929).
Con la creazione delle prime orchestre da ballo si impose l'esigenza di un nucleo fisso di interpreti professionali di musica leggera, dopo un periodo in cui le parti vocali erano state affidate a componenti delle orchestre. In particolare, fu il maestro Cinico Angelini, a capo di un'orchestra da ballo che trasmetteva dalla Sala Gay di Torino, ad intuire agli inizi degli anni trenta la necessità di tale figura, reclutando come primo "cantante della radio" Vittorio Belleli, divenuto poi noto per Dove e quando (che fu a lungo la sigla dell'orchestra), inizialmente costretto a cantare con il megafono: di microfoni, infatti, ce n'era uno solo, panoramico, destinato a riprendere l'esecuzione musicale nel suo complesso. Le limitazioni tecniche furono progressivamente superate, e mentre alla radio si alternavano stelle già affermate, come Carlo Buti (Signorinella, Violino tzigano, Faccetta nera, Chitarra romana, Fiorin fiorello) e Odoardo Spadaro (La porti un bacione a Firenze), si delineava l'esigenza di reclutare nuove leve da impiegare ai microfoni.

Ernesto Bonino, Michele Montanari, Caterina Lescano, Silvana Fioresi, Giuditta e Sandra Lescano, Pippo Barzizza all'Eiar di Torino febbraio 1941

Il concorso EIAR del 1938 (la cui commissione era composta, fra gli altri, da Angelini, Filogamo, Petralia e Gallino) selezionò 14 nuovi interpreti, tra cui Otello Boccaccini, Alfredo Clerici, Gilberto Mazzi, Michele Montanari, Maria Jottini, Tiola Silenzi, Margherita Voltolina e Lina Termini. Attraverso i successivi concorsi dell'ente vennero scelti artisti che sarebbero giunti ad identificarsi con la radio stessa: Dea Garbaccio, Ernesto Bonino, Oscar Carboni, Silvana Fioresi, il Trio Lescano, Isa Bellini e il Quartetto Cetra. Su tutti primeggiava la stella di Alberto Rabagliati, il divo radiofonico più popolare dei tempi.
Molti altri furono i cantanti che animarono la programmazione di musica leggera alla radio italiana fino alla fine del conflitto mondiale: Norma Bruni (Silenzioso slow), ritiratasi dalle scene dopo un breve anno, il 1940, di intensa produzione discografica, Meme Bianchi (Fumo negli occhi, Signora illusione, Sono tre parole, Lili Marlen, Un giorno ti dirò), Nella Colombo (Oh mamma mi ci vuole un fidanzato, Op op trotta cavallino, oltre la celeberrima In cerca di te), Lucio Ardenzi (Ombretta), Tina Allori (Serenata a Firenze), Ottorino Bartolozzi (Il tuo cuore è una capanna), Giovanni Vallarino (Quando ascolto alla radio una canzone), Lucia Mannucci (Le tue mani; dal 1947 nel Quartetto Cetra), Nuccia Natali (È arrivato l'ambasciatore, Un'ora sola ti vorrei), Aldo Masseglia (Vele) e Aldo Donà (Venezia, la luna e tu). Tra loro anche il futuro patron del Festival di Sanremo Gianni Ravera, che debuttò alla radio nel 1942).
I "cantanti della radio" dovevano far fronte ai problemi della routine quotidiana (i turni), ma godettero di una fama che solo la radio poteva assicurare con tale efficacia.
Nel dopoguerra la riorganizzazione dell'ente radiofonico e del sistema delle orchestre diede spazio a una nuova generazione di "cantanti della radio", molti dei quali destinati al successo. Il mutare dei tempi e delle mode, l'influenza notevole dello swing di provenienza nord americana, ebbero un effetto ragguardevole sulla musica leggera italiana dell'immediato dopoguerra. Emergevano nuove figure quali Armando Broglia, Bruno Pallesi, Italia Vaniglio, Elio Lotti, Ariodante Dalla e Lidia Martorana, che divenne in breve la voce più sensuale della radio.
Altri ottennero il giusto riconoscimento dal pubblico per il loro modo moderno di cantare. Dopo la nascita del Festival di Sanremo, organizzato per la prima volta nel 1951, e per effetto della crescita del mercato discografico, numerosi altri personaggi conquistarono la popolarità: Natalino Otto, Nilla Pizzi, Achille Togliani, Sergio Bruni, Narciso Parigi, Luciano Tajoli, Corrado Lojacono, e poi il Duo Fasano, Carla Boni, Claudio Villa, Teddy Reno, Giorgio Consolini, Flo Sandon's, Gino Latilla e Jula de Palma. Insieme al Festival di Sanremo, fu lanciata un'altra manifestazione legata a doppio filo alla sorte dei "cantanti della radio": il Festival della canzone napoletana. Nelle cinque edizioni organizzate dalla Rai, come nelle trasmissioni di Radio Napoli (guidate dai maestri Anepeta, Vinci, Campese), si confermarono cantanti di grande notorietà come Antonio Basurto (già in radio dal 1939), Franco Ricci (Desiderio 'e sole), Roberto Murolo (Duje paravise), Giacomo Rondinella (Malinconico autunno), e si imposero i nomi di Aurelio Fierro (Guaglione), Maria Paris (E stelle 'e Napule), Pina Lamara, Domenico Attanasio (Varca lucente), Gloria Christian (Cerasella), Fausto Cigliano e Peppino Di Capri.
Al di là delle manifestazioni, fu la quotidianità a conferire ai cantanti della radio un'importanza strategica sia sul piano produttivo sia su quello del consumo.
Attraverso le esecuzioni dal vivo trasmesse ogni giorno con l'accompagnamento delle varie orchestre dirette da Angelini, Barzizza, Kramer, Fragna, Ferrari, Trovajoli, Segurini, Cergoli, Ceragioli e altri, il pubblico imparò a conoscere le voci di Nilo Ossani, Clara Jaione, Vittoria Mongardi, Aldo Alvi, Ebe De Paulis, Luciano Benevene, Elena Beltrami, Ariodante Dalla, Elio Lotti, Quartetto Stars, Radio Boys, Alberto Redi, Emilio Pericoli, Katyna Ranieri e molti altri.
Alle soglie degli anni sessanta il quadro cominciò a cambiare: lo sviluppo della registrazione e dell'industria discografica (sempre più internazionalizzata), ma anche il mutamento nei gusti del pubblico (soprattutto giovanile), spinsero la Rai a ridurre drasticamente gli organici per le esecuzioni dal vivo di musica leggera, destinate non a venire soppiantate in toto ma ad essere progressivamente sostituite dalla diffusione delle incisioni discografiche e infine scorporate dal budget dell'azienda radiotelevisiva italiana. I cantanti avrebbero seguitato ad esibirsi nel corso delle tante manifestazioni musicali (dal Cantagiro al Un disco per l'estate) e di varietà, giungendo in alcuni casi (Domenico Modugno, Mina, Adriano Celentano, Gianni Morandi, Milva) anche a condurre rubriche e programmi di vario taglio.
La radio continuò a tenere a battesimo e lanciare molti dei nomi importanti della storia della canzone italiana (da Umberto Bindi a Gino Paoli), ma senza potersene appropriare: il tempo dei "cantanti della radio" era ormai passato.